# Ataques em Teerã em 2017
Ataques em Teerã em 2017 foram dois atentados realizados simultaneamente contra o parlamento iraniano e o Mausoléu de Ruhollah Khomeini, deixando 18 pessoas mortas e 52 feridas. O Estado Islâmico do Iraque e do Levante reivindicou a responsabilidade por ambos os ataques. As autoridades iranianas confirmaram que os militantes iranianos do grupo terrorista realizaram o evento. Os tiroteios foram os primeiros ataques terroristas em Teerã em mais de uma década e o primeiro grande ataque no país desde as explosões em Zahedan em 2010.

## Contexto
O governo iraniano tem lutado contra o Estado Islâmico do Iraque e do Levante (ISIS) por mais de três anos com tropas terrestres lutando com militantes do grupo no Iraque e na Síria. O ISIS, cuja religião se baseia na doutrina wahhabi do islamismo sunita, vê os xiitas, o maior grupo populacional muçulmano do Irã, como não-muçulmanos e inimigos do Islã. No entanto, o ISIS ainda não realizou nenhum ataque ao Irã. Nos meses anteriores ao ataque, o grupo aumentou seus esforços de propaganda em persa para influenciar a minoria sunita do Irã.

## Ataque ao parlamento

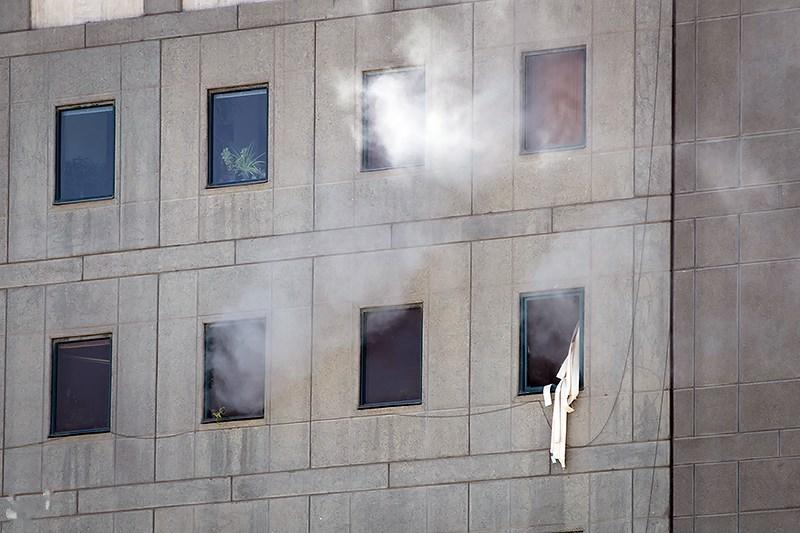
Ataques na sede do parlamento.

De acordo com uma declaração dada por Hossein Zolfaghari, vice-ministro iraniano do Interior, à Radiodifusão Islâmica do Irã, quatro militantes entraram no prédio administrativo do parlamento iraniano disfarçado de mulheres. Vários dos pistoleiros estavam carregando rifles AK-47. Os homens armados abriram fogo, deixando sete a oito pessoas feridas. Os militantes teriam tomado algumas pessoas como refém, embora o governo iraniano tenha negado isso.
O edifício foi posteriormente cercado por forças de segurança. O governo iraniano declarou mais tarde que quatro homens armados foram mortos. Um membro iraniano do parlamento disse que uma de suas equipes estava entre as vítimas. A televisão estatal iraniana informou que um dos atacantes se explodiu no prédio do parlamento enquanto o parlamento estava em sessão. A Associated Press informou que jornalistas no local haviam visto policiais snipers nos telhados próximos. As lojas no bairro estavam fechadas. Testemunhas oculares disseram que os homens armados estavam atirando contra as pessoas na rua a partir do quarto andar do edifício do parlamento.

## Ataque ao mausoléu
O ataque ao mausoléu teria deixado uma pessoa morta e cinco pessoas feridas. Ambos os ataques ocorreram ao mesmo tempo e parecem ter sido coordenados. Um homem-bomba suicida teria detonado uma bomba no mausoléu de acordo com a BBC. Uma militante do sexo feminino foi capturada viva.
Os funcionários do governo mais tarde alegaram ter frustrado um terceiro ataque.

## Responsabilidade
O Estado Islâmico do Iraque e do Levante reivindicou a responsabilidade pelos ataques. Alguns observadores são céticos sobre a reivindicação de responsabilidade do ISIS e suspeitam que a Organização dos Mujahidin do Povo Iraniano esteja por trás disso, que é um grupo que clama por uma queda violenta do governo. Se o ISIS fosse de fato for o responsável, seria o primeiro ataque do grupo no Irã. A agência de notícias Aamaq, relacionada ao ISIS, lançou um vídeo de 24 segundos que mostra um corpo sem vida de um homem, enquanto uma voz diz em árabe diz: "Você acha que vamos sair? Nós permaneceremos, se Deus quiser."